# Crassula minutissima
Crassula minutissima (лат.) — вид растений рода Толстянка (Crassula) семейства Толстянковые (Crassulaceae), естественно произрастающий на территории Аргентины (Санта-Крус).

## Название
Родовое латинское название Crassula происходит от латинского слова crassus, — «толстый», в основном из-за присутствия у растений этого рода сочных листьев.
Видовой эпитет minutissima является суперлативом от лат. minutus, — «очень маленький».

## Ботаническое описание
Крошечное прямостоячее травянистое растение, достигающее длины до 1,5 см. Его ланцетные листья имеют размеры от 2 до 3,5 мм, а кончик листовой пластинки заострен.
В каждом узле образуется четырехлепестковый цветок, причем цветонос достигает длины около 0,2 мм. Лепестки имеют треугольную форму с тупыми концами и длиной от 0,3 до 0,4 мм. Чашелистики имеют яйцевидную форму и размеры 0,8 мм в длину и 0,4 мм в ширину, а нитевидные нектарные чешуйки достигают длины 0,4 мм. В одном плодолистике формируются два семени. Семена удлиненные, красновато-коричневые, их поверхность может быть продольно-полосатой или ребристой. Размеры семян составляют 0,58 мм в длину и 0,23 мм в ширину.

## Распространение и экология
Вид произрастает на юге Аргентины, в провинции Санта-Крус, и встречается в Патагонских Андах, у озера Сан-Мартин и в заливе Баия-де-ла-Санчес (Bahia de la Sanchez).

## Таксономия
Crassula minutissima Skottsb., первое упоминание в Kongl. Svenska Vetensk. Acad. Handl., n.f., 56(5): 237 (1916).

### Синонимы
Гомотипные (основанные на одном и том же номенклатурном типе):
- Tillaea minutissima (Skottsb.) V.V.Byalt (2002)